# رقصة القبور (رواية)
رقصة القبور: السرداب هي رواية ألفها الكاتب السياسي والروائي السوري مصطفى خليفة، صدرت الرواية عام 2016 عن دار الآداب للنشر والتوزيع في عاصمة بيروت.

## حول الرواية
بدأ خليفة روايته بطرح سؤال «ماذا لو لم يكن حافظ الأسد موجوداً؟»، فاتحًا الأبواب أمام تخيل واسعٍ لمجريات التاريخ السوري. يروي قصص العرب القديمة بعد الإسلام وصراعاتهم التي أسست معالم الاقتتال الحالي. وصف الباحث اللبناني زاهر عبد الباقي الرواية بأنها «درس في حكاية المهزومين»، موضحًا: «الرواية تقدم درسًا في الحقل الأدبي ليس فقط بوصفها حكاية المهزومين إنما كونها تعيد تشكيل التاريخ بخيالٍ ملقح بأحداثٍ حقيقية، فتأسرنا في برزخٍ أرق من جناح الفراشة بين ما هو حقيقة تاريخية وتوليفة خيالية».

## أحداث الرواية
تدور أحداث الرواية حول قصة خيالية تمزج بين التاريخ والأسطورة، وتروي تاريخ عائلة الشيخ التي تُنسب إلى خالد بن الوليد، والتي سكنت في قرية الخالدية بالقرب من مدينة حلب. هذه العائلة تعود جذورها إلى ما قبل الإسلام، وتستعرض الرواية محطات رئيسية في تاريخها عبر العصور، بدءاً من العهد الأموي وصولاً إلى العصر الحديث. الفكرة الأساسية في الرواية تتمحور حول شاب متمرد عصي ابيه ليدخل الصحافة الحزبية واختار لان يكتب عن المعارضة في صحيفتها السرية وما لبث وان وقع في حبها، ثم يُزج به في السجن وهناك يصادف شخصية قيادية (عبد السلام) وينتهي به المطاف بمصادقته. وبعد عفو من القائد الأعلى للبلاد، يخرج الشاب وعبد السلام من السجن ثم تتطور الاحداث بعدها.
ويتم التركيز على فكرة الإبادة المتكررة التي تعرضت لها العائلة على مر العصور، حيث كانت السلطات الحاكمة تحاول القضاء عليها بسبب قوتها ونفوذها. العائلة التي كانت ذات جذور عميقة في التاريخ العربي، ترتبط ارتباطاً وثيقاً بالأحداث السياسية الكبرى في التاريخ الإسلامي، مثل الفتن السياسية والحروب بين الأمويين والعباسيين، وصولاً إلى مجازر الأرمن التي كانت جزءاً من تاريخ سوريا المضطرب. تبدأ الرواية من لقاء الراوي، الذي كان ينتمي إلى أحد الأحزاب المعارضة، مع عبد السلام، ولي عهد العائلة، داخل سجن المزة العسكري. من خلال هذا اللقاء، يبدأ الراوي في اكتشاف تاريخ العائلة المثير والمعقد، ويمتد الاهتمام إلى مئات الأحفاد المنتشرين في مختلف أنحاء العالم، الذين يعيشون في خوف مستمر من تكرار عمليات الإبادة.
عبر فصول الرواية، يتم استكشاف الإرث الثقافي والمالي العميق لعائلة الشيخ، الذي يتمثل في الكنوز المدفونة تحت قصر الشيخ، والتي تُستخدم لدعم أبناء العائلة في كافة أنحاء الأرض. هذه الثروات التاريخية تشير إلى الثراء الكبير الذي كانت تتمتع به العائلة منذ زمن جدهم الوليد بن المغيرة، الذي كان من أغنى أغنياء قريش.